# Licencja do holowania narciarza wodnego lub innych obiektów pływających

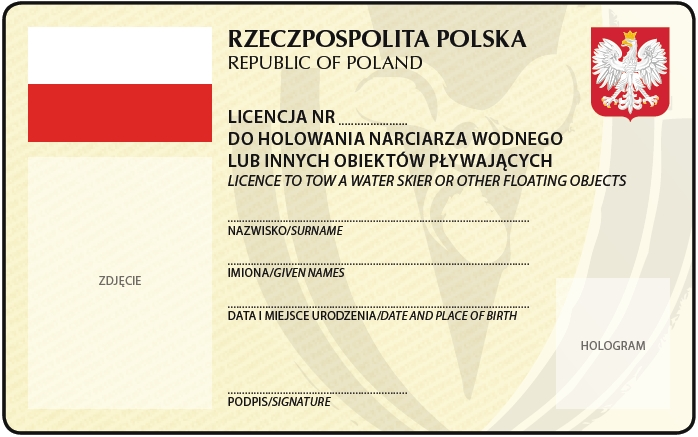
awers licencji z 2013 roku

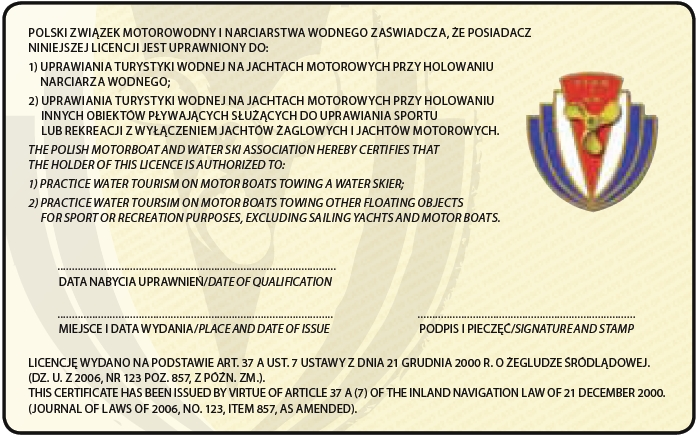
rewers licencji z 2013 roku.

Licencja do holowania narciarza wodnego lub innych obiektów pływających – państwowy dokument wymagany do holowania narciarza wodnego lub innych obiektów pływających (z wyłączeniem jachtów żaglowych i motorowych). Prócz licencji osoba prowadząca jednostkę holującą musi posiadać odpowiedni patent (kapitana motorowodnego, motorowodnego sternika morskiego lub sternika motorowodnego)
Licencję wydaje Polski Związek Motorowodny i Narciarstwa Wodnego.

## Wymagania
- ukończenie 18. roku życia
- zdanie egzaminu z wymaganej wiedzy i umiejętności

## Uprawnienia
- holowanie narciarza wodnego lub innych obiektów pływających służących do uprawiania sportu lub rekreacji, z wyłączeniem jachtów żaglowych i jachtów motorowych

## Podstawa prawna
- Ustawa z 21 grudnia 2000 r. o żegludze śródlądowej (Dz.U. z 2025 r. poz. 18) (art. 37a)
  - Rozporządzenie Ministra Sportu i Turystyki z 9 kwietnia 2013 r. w sprawie uprawiania turystyki wodnej (Dz. U. z 2013 r., poz. 460)